# Muppets Most Wanted
Muppets Most Wanted é um filme musical de comédia e mistério lançado em 2014, sendo o oitavo filme dos Muppets. Dirigido por James Bobin e escrito com ele e Nicholas Stoller, o filme é uma sequência de Os Muppets (2011) e é estrelado por Ricky Gervais, Ty Burrell e Tina Fey, além dos artistas de Muppeteres Steve Whitmire, Eric Jacobson, Dave Goelz, Bill Barretta, David Rudman, Matt Vogel e Peter Linz. No filme, os Muppets se envolvem em uma armadilha orquestrada por um criminoso internacional durante uma turnê mundial na Europa.
Além do co-escritor Jason Segel, a maioria da equipe de produção por trás de The Muppets retornou para Muppets Most Wanted, incluindo Bobin, Stoller e os produtores David Hoberman e Todd Lieberman. Bret McKenzie e Christophe Beck retornaram para compor as músicas da trilha sonora do filme, As filmagens começaram em janeiro de 2013 no Pinewood Studios em Buckinghamshire na Inglaterra.
Muppets Most Wanted teve sua estreia mundial no El Capitan Theatre em Los Angeles em 11 de março de 2014 e foi lançado nos cinemas da América do Norte em 21 de março de 2014. O filme arrecadou US $ 80,4 milhões em todo o mundo, com um orçamento de US $ 51 milhões. O filme recebeu análises positivas mais inferiores ao seu antecessor.

## Sinopse
Depois da aventura de Os Muppets (2011), Kermit, Miss Piggy, Animal e toda a trupe conversam com um novo empresário, Dominic Badguy (Ricky Gervais), que pretende levá-los em uma turnê mundial. Kermit hesita, mas os Muppets são ambiciosos e aceitam a proposta. No entanto, eles caem numa armadilha, quando o perigoso sapo Constantine sequestra Kermit e consegue se infiltrar nos Muppets, passando pelo líder do grupo. Enquanto o pobre Kermit tenta escapar de uma prisão de segurança máxima na Sibéria, controlada a mão de ferro por Nadya (Tina Fey), o resto dos Muppets passa a conviver com o intruso dentro do grupo. Mas um investigador francês da Interpol (Ty Burrell) está de olho nos Muppets, já que uma porção de roubos de obras de arte estão acontecendo próximos às apresentações de Piggy, Gonzo e cia.

## Elenco
- Ricky Gervais como Dominic Badguy,[14] companheiro de Constantine que tem intenções duvidosas[15][15][16][17]
- Ty Burrell como Jean Pierre Napoleon,[14] um inspector francês da Interpol[18]
- Tina Fey como Nadya,[14] uma oficial da GULAG[19][20]

### Participações especiais
- Sean "Diddy" Combs como ele mesmo[21]
- Celine Dion como madrinha de Miss Piggy[22]
- Dexter Fletcher como ele mesmo (deletado)[23]
- Salma Hayek como ela mesmo.
- Tom Hiddleston como "Great Escapo"[24]
- Lady Gaga como ela mesmo.
- Tony Bennett como ele mesmo.
- Frank Langella como vigário[25]
- Ray Liotta como Big Papa[26]
- Silvana Lovin como ela mesmo (não-creditado)[21]
- Ross Lynch como Florista Jovem[27]
- Bridgit Mendler como Minnie[27]
- Josh Groban como Prisioneiro de Segurança Máxima[28]
- Debby Ryan como ela mesmo (deletado)[27]
- Til Schweiger como polícia alemão[29]
- Mackenzie Crook como guarda do Museu do Prado #1
- Toby Jones como Guarda do Museu do Prado #2
- Peter Serafinowicz como ele mesmo (deletado)[30]
- Danny Trejo como ele mesmo, prisioneiro[31]
- Usher como arrumador de casamento[32]
- Christoph Waltz como ele mesmo

### Interpretadores dos Muppets
- Steve Whitmire como Kermit the Frog, Beaker, Rizzo the Rat, Statler, Lips, Link Hogthrob
- Eric Jacobson como Miss Piggy, Fozzie Bear, Animal, Sam the Eagle, Marvin Suggs
- Dave Goelz como Gonzo the Great, Dr. Bunsen Honeydew, Waldorf, Zoot, Beauregard
- Bill Barretta as The Swedish Chef, Rowlf the Dog, Dr. Teeth, Pepe the King Prawn, Bobo the Bear
- David Rudman como Scooter, Janice
- Matt Vogel como Floyd Pepper, Robin the Frog, Camilla the Chicken, Lew Zealand, Crazy Harry, Sweetums
- Peter Linz como Walter
- Louise Gold como Annie Sue[33]
- Mak Wilson como Marretas principais de Londres[34]

## Produção

### Desenvolvimento
Em março de 2012, após o sucesso crítico e comercial de The Muppets, o Walt Disney Studios negociou um contrato com James Bobin e Nicholas Stoller para dirigir e escrever, respectivamente, uma oitava parcela. Disney anunciou o filme em 24 de abril de 2012.
O Roteiro começou a ser escrito em abril de 2012, depois de algumas semanas delineando. Jason Segel, co-roteirista e ator do filme anterior, recusou qualquer envolvimento com este filme, alegando que havia cumprido sua ambição de trazer os personagens ao estrelato em e 2011. Apesar disso, Bobin e Stoller começaram rapidamente a trabalhar no filme com base na demanda da Disney. Assumindo a forma de uma alcaparra, o filme foi inspirado em The Great Muppet Caper e The Muppets Take Manhattan, bem como The Pink Panther e The Thomas Crown Affair. Bobin disse que o filme era "uma gorjeta do chapéu para os Thrillers criminais da velha escola dos anos 60, mas apresentando um sapo, um porco, um urso e um cachorro - sem panteras cor de rosas - junto com a usual mistura de caos, música e risadas".
O primeiro ator a participar do filme foi Christoph Waltz no papel de inspetor da Interpol. Ele desistiu devido a conflitos de agendamento e foi substituída por Ty Burrell. Em dezembro de 2012, Ricky Gervais aceitou fazer parte do elenco. Tina Fey foi confirmada posteriormente em janeiro do ano seguinte.

### Filmagens
Originalmente encomendado sob o título The Muppets ... Again!, As filmagem principal começou em janeiro de 2013, no Pinewood Studios em Londres no estado de  Buckinghamshire. Também ocorreram cenas na Torre de Londres, um local onde o governo raramente concede permissão para cenas de filme. Outros locais de filmagem em Londres incluem Leicester Square, Tower Hill, Richmond Theater, Wilton's Music Hall, Freemasons 'Hall e The Historic Dockyard, Chatham. Além do Reino Unido, também foram filmadas cenas na Union Station, Walt Disney Studios e no Hollywood Boulevard (para recriar o final do filme anterior) em Los Angeles. Em 13 de junho de 2013, o título do filme foi alterado de The Muppets ... Again! para Muppets Most Wanted.
O design de produção foi feito por Eve Stewart, que adotou uma abordagem explícita em cada cenário do país, ao mesmo tempo em que foi influenciada pelo estilo retrô de "suspenses criminais do crime dos anos 60 e 70". Rahel Afiley retornou como figurinista, compilando o guarda-roupa para os personagens Muppet e humanos. Além das criações de Afiley, a estilista inglesa Vivienne Westwood também contribuiu com quatro roupas para Miss Piggy, enquanto a varejista dos Estados Unidos Brooks Brothers criou mais de 200 itens para o elenco masculino.

#### Pós-produção
"Se estamos fazendo composição em CGI,... sempre temos marionetistas a executá-la. Nunca temos um personagem completo em CGI, o que você poderia facilmente fazer. Parece que a alegria deste filme é dos Muppets. Eles são reais; você pode tocá-los. Existem muito poucas formas de entretenimento no mundo contemporâneo que existem assim, e os Muppets são o último bastião dele, e seria uma pena perdê-lo."
- James Bobin sobre o equilíbrio de efeitos práticos e digitais.
Os efeitos visuais foram feitos principalmente pela The Visual Visual Effects. O estúdio de efeitos trabalhou em 425 fotos que incluíam compilações CGI e extensões de cenários, pinturas foscas, efeitos de partículas e laser, animação e remoções de bastões. O trabalho de efeitos visuais adicionais foi realizado por Double Negative, Factory VFX e Nvizible. Como no filme anterior, o filme exigia tela azul para cenas que exigiam composição digital. Embora a tela verde seja mais tradicional para digitação de cores, o tom de verde da tela iria colidir com Kermit e, portanto, seria inutilizável; O tom de azul é adequado na tela azul.
A mixagem de som e os serviços editoriais foram realizados por Todd Soundelux e 424 Post Kami Asgar . Kevin O'Connell e Beau Fronteiras trabalhram no filme como "misturadores de regravação"" ao lado dos supervisores e editores de som do Post Kami Asgar e Sean McCormack.

### Trilha Sonora
A trilha sonora de Muppets Most Wanted foi composta por Christophe Beck, com músicas adicionais de Bret McKenzie. Um álbum da trilha sonora foi lançado pela Walt Disney Records em 18 de março de 2014. Apresenta seis músicas originais de McKenzie, além de regravações de música contemporânea e músicas anteriores dos Muppet, incluindo "Blue Danube Waltz" do The Muppets Take Manhattan. Um álbum foi lançado separadamente contendo inteiramente a partitura de Beck (emparelhado com a partitura de The Muppets ,também composta por Beck) foi lançado pela Walt Disney Records e pela Intrada Records em 15 de abril de 2014.

## Lançamento
The Muppets Most Wanted realizaram sua estreia mundial em 11 de março de 2014, no El Capitan Theatre, em Hollywood na Califórnia. O filme foi lançado nos cinemas nos Estados Unidos em 21 de março e no Reino Unido em 28 de março de 2014. foi lançado juntamente (nos cinemas claro) o filme foi acompanhado por Monsters University e o curta Party Central.

### Marketing
Um trailer foi lançado em 6 de agosto de 2013 e foi anexado às exibições de aviões.
Em fevereiro de 2014, os Muppets estrelaram ao lado de Terry Crews em um comercial da Toyota que foi ao ar durante o Super Bowl. No final daquele mês, a Disney fez uma parceria com o Subway para promover uma alimentação saudável através de um anúncio com os Muppets.
Em fevereiro, o jogo My Muppets Show para Android e iOS adicionou conteúdo do filme, incluindo um palco da Big House, vários acessórios do filme e Constantine como um personagem que pode ser descoberto / comprado. De 20 de março a 1º de abril, o jogo online da Disney Club Penguin sediou um evento especial do Muppets World Tour. Os jogadores puderam visitar nove salas com temas de países e se apresentar ao lado de vários Muppets.

### Mídia doméstica
Muppets Most Wanted foi lançado pelo Walt Disney Studios Home Entertainment em Blu-ray e DVD em 12 de agosto de 2014. Os recursos bônus do Blu-ray incluem duas cenas cortadas, um curta chamado "Rizzo 's Biggest Fan" e um videoclipe da música Vou te fazer o que você quer", com Bret McKenzie.

## Recepção

### Bilheteria
Os Muppets Most Wanted arrecadaram US $ 51,2 milhões na América do Norte e US $ 29,2 milhões em outros países, num total mundial de US $ 80,4 milhões. O filme faturou US $ 4,7 milhões em seu dia de abertura, e estreou no segundo lugar em seu primeiro fim de semana, com US $ 17 milhões, atrás de Divergente. Considerando que as pesquisas no pré-lançamento previa a estreia de Muppets Most Wanted com mais de US $ 20 milhões, O chefe de distribuição do Walt Disney Studios, Dave Hollis, disse que a abertura do filme foi "definitivamente decepcionante" Hollis disse que nunca houve uma comparação entre o filme anterior e sua sequência, já que o Dia de Ação de Graças é um período concentrado para o cinema da família. Em seu segundo fim de semana, o filme caiu para o terceiro lugar, arrecadando US $ 11,3 milhões, levando a um segundo fim de semana melhor do que seu antecessor. No terceiro fim de semana, o filme caiu para o quinto lugar, arrecadando US $ 5,1 milhões. Em seu quarto final de semana, o filme caiu para o nono lugar, arrecadando US $ 2,3 milhões.

### Resposta crítica
No agregador de críticas; Rotten Tomatoes deu ao filme uma pontuação de 80% com base em críticas de 197 críticos, com uma média de classificação de 6.72 / 10. O consenso do site afirmou: "Embora possa não atingir as alturas delirantes de Os Muppets, os Muppets Most Wanted ainda traz gags inteligentes, músicas cativantes e participações especiais de celebridades para satisfazer fãs de todas as idades". O Metacritic deu ao filme uma pontuação de 61/100 com base em 37 críticas indicando "críticas geralmente favoráveis". O público da CinemaScore atribuiu à Muppets Most Wanted uma classificação "B +" na escala A + a F. Os usuários do AdoroCinema deram avaliações favoráveis ao filme dando 4,1/5 estrelas.
Alonso Duralde, do The Wrap, comparou o filme favoravelmente ao antecessor de 2011, elaborando: "Muppets Most Wanted permanece sensacional e comemorativo, provando, sem sombra de dúvida, que esses personagens adorados continuarão levando uma vida luxuosa nas telonas nos próximos anos". Peter Hartlaub, da San Francisco Chronicle deu ao filme três das quatro estrelas, dizendo: "Parece algo que os criadores originais dos Muppet poderiam ter feito". Claudia Puig, do USA Today, deu ao filme três das quatro estrelas, chamando o filme de "Uma alcaparra alegre e alegre, animada pelos talentos cômicos de Ricky Gervais, Ty Burrell e Tina Fey". O Av Club deu ao filme B- e o chamou de "uma bagunça" mais o decretou um bom filme.
As críticas negativas se focaram no fato do filme ser "inferior ao antecessor" e por repetir a  mesma "fórmula"(em referências as piadas auto-referênciais). A Variety declarou o filme como um que "parece ansioso em agradar" mais termina como um filme sem sentido que "se afoga em piadas auto-referênciais". a Associated Press, deu ao filme duas estrelas e meia em quatro, dizendo "Muppets Most Wanted não consegue provocar o tipo de frenesi furioso que torna os Muppets especiais". O Chicago Reader proclamou que: "A inteligência verbal é bastante fraca desta vez, embora, como no filme anterior, haja uma sucessão interminável de participações especiais de três segundos".
Apesar de dar uma crítica positiva o Omelete também se sentiu um pouco decepcionado com o filme ao afirmar que: "A fórmula de sucesso do longa de 2011 começa a dar sinais de desgastes na continuação, que perde o fator surpresa, embora o elenco cheio de participações especiais e algumas boas sacadas mantenham o interesse até o fim."

## Prêmios e indicações
A Academia de Artes e Ciências Cinematográficas colocou Muppets Most Wanted em sua lista de possíveis indicados ao Oscar de Melhor Canção Original ("Eu te darei o que você quer (Cacatua de Malibu)", "Something So Right" e "We're Doing a Sequel"), mas no final das contas não foi indicado ao prêmio.
• BAFTA Kid's 2014 - indicado na na categoria de Melhor filme para crianças
• Premios Golden Tomato - filme para crianças/família mais bem avaliado.